# Siqi Song
Siqi Song (* 1989) ist eine chinesische Filmemacherin, die in den USA lebt.

## Werdegang
Siqi Song stammt aus China und absolvierte dort 2013 die Zentrale Hochschule der Künste in Peking. Anschließend ging sie in die Vereinigten Staaten, um am California Institute of the Arts den Master in „Experimental Animation“ zu erlangen. Dieses Studium schloss sie 2016 ab. Die von ihr geschriebenen und inszenierten Filme wurden auf mehreren internationalen Filmfestivals gezeigt, darunter Sundance, SXSW und Annecy. Sie wurde 2019 mit dem BAFTA-Newcomer-Preis ausgezeichnet. 2020 erhielt sie für ihren Kurzfilm Sister eine Oscar-Nominierung für den besten animierten Kurzfilm und den Annie Award.

## Filmografie
- 2012: Encounter (Kurzfilm)
- 2014: Food (Kurzfilm)
- 2018: Sister (Kurzfilm)
- 2019: The Coin (Kurzfilm)